# Chalybeothemis fluviatilis
Chalybeothemis fluviatilis är en trollsländeart som beskrevs av Maurits Anne Lieftinck 1933. Chalybeothemis fluviatilis ingår i släktet Chalybeothemis och familjen segeltrollsländor. IUCN kategoriserar arten globalt som livskraftig. Inga underarter finns listade i Catalogue of Life.